# Дулово (округ Рімавска Собота)
Дулово (словац. Dulovo, угор. Dúlháza) — село, громада в окрузі Рімавска Собота, Банськобистрицький край, Словаччина. Кадастрова площа громади — 4,43 км². Населення — 259 осіб (за оцінкою на 31 грудня 2017 р.).

## Історія
Перша згадка 1455 року як Dwlhaza. Історичні назви: з 1920-го як Dulovec, з 1927 року Dulovo, угор. Dulháza.
У 19 столітті було відоме вирощуванням тютюну. 1828 року мало 80 мешканців. Сільськогосподарський характер села зберігався також при першій Чехословаччини. У 1964 році село було приєднано до громади Батке. Однак. пізніше знову відокремлене.

## Населення
| Рік:            | 1994. | 2004.    | 2014.   | 2024.    |
| --------------- | ----- | -------- | ------- | -------- |
| Кількість осіб: | 166   | 204      | 216     | 272      |
| Різниця:        |       | +22,89 % | +5,88 % | +25,92 % |

| Рік:            | 2023. | 2024.   |
| --------------- | ----- | ------- |
| Кількість осіб: | 271   | 272     |
| Різниця:        |       | +0,36 % |